# 杨树锋
杨树锋（1947年5月-），浙江杭州人，中共党员，浙江大学地球科学学院教授、博士生导师，中国地学家，长期从事造山带与盆地构造研究，现任浙江大学研究生院常务副院长，担任浙江省地质学会副理事长。2015年12月当选为中国科学院地学部院士。
他高中毕业于杭州第一中学（今杭州高级中学的前身），1975年9月毕业于南京大学地质系矿物与岩石学专业，1981年9月获得南京大学地质系构造地质学硕士学位，1984年12月获得南京大学地质系构造地质学博士学位。2008年成为浙江省特级专家。